# Giết người già
Giết người già (tiếng Anh: Senicide, geronticide) là hành vi bỏ mặc đến chết hoặc giết những người cao tuổi của nhiều dân tộc trên thế giới.

## Lịch sử
Quan điểm xã hội và pháp lý đã thay đổi rất lớn trong lịch sử liên quan đến việc giết người già
Van Hoof, viết vào năm 1990, kiểm tra 87 trường hợp báo cáo của việc giết người già trong thời cổ đại, danh nghĩa là tự tử. Trong số những vụ tự tử, ông tuyên bố 20 trường hợp đã được thúc đẩy bởi sự thiếu kiên nhẫn, 17 bởi sự sỉ nhục, 12 của sự kiêu ngạo, và 10 trường hợp là đau khổ. Van Hoof cũng cung cấp số liệu thống kê cho cách thức tự tử, cả thành công và không thành công. Bỏ đói là cách thức được sử dụng rộng rãi nhất, chiếm 18/61 trường hợp. Tự tử thông qua việc sử dụng vũ khí là phổ biến thứ hai, chiếm 13 trường hợp, tiếp theo là việc sử dụng các chất độc trong 10 trường hợp. Việc sử dụng các phương pháp khác nhau (bảy phương pháp khác nhau được báo cáo) cho thấy rằng không có kỹ thuật đặc biệt nào được coi là thích hợp nhất hoặc tàn bạo nhất. Tuy nhiên, khi Athens có một luật tự tử bằng cách treo cổ chỉ ra rằng cách tự tử kiểu này bị coi thường, có lẽ vì cái chết đã được kết nối mật thiết với một cấu trúc không dễ dàng bị loại bỏ, chẳng hạn treo cổ trên cây. Như vậy, hành động của thanh lọc xã hội bằng cách giết người già, nếu được coi là cần thiết, sẽ khó khăn hơn để thực hiện.

### Hy Lạp và La mã cổ đại
Việc giết người già như một thực hành đại trà, có vẻ là ít phổ biến ở La Mã cổ đại và Hy Lạp cổ đại. Parkin cung cấp mười tám trường hợp giết người già thời cổ đại đã xảy ra. Trong những trường hợp này, chỉ có hai trong số họ xảy ra trong xã hội Hy Lạp, một trong xã hội La Mã, và phần còn lại không thuộc 2 nền văn minh này. Một ví dụ mà Parkin cung cấp là của đảo Keos ở biển Aegean. Mặc dù có nhiều biến thể khác nhau của câu chuyện Keian tồn tại, việc giết người già có thể đã bắt đầu khi người Athens bao vây hòn đảo. Trong một nỗ lực để bảo tồn các nguồn cung cấp thực phẩm, người Keian bình chọn cho tất cả những người trên sáu mươi tuổi phải tự tử bằng cách uống thuốc độc. Các trường hợp khác của giết người già tại Hy Lạp xảy ra trên đảo Sardinia, người con trai hy sinh bố mình để dâng hiến cho thần khổng lồ Cronus.

## Sách tham khảo
- Aristotle;  Nicomachean Ethics (5.11).
- BBC, "The Hippocratic Oath." an episode of The Guide to Life, the Universe, and Everything.
- Garland, Robert; The Greek Way of Death. (London: Duckworth, 1985) 98.
- Mystakidou, Kyriaki; Efi Parpa, Eleni Tsilika, Emmanuaela Katsouda, & Lambros Vlahos; "The Evolution of Euthanasia and its Perceptions in Greek Culture and Civilization." Perspectives in Biology and Medicine, vol. 48, no. 1 (2005), 95.
- Parkin, Tim; Old Age in the Roman World. (Baltimore: Johns Hopkins, 2003) 265.
- Plato. Laws (9.873a).
- Plutarch. Themistocles.
- Van Hoof, Anton; From Autothanasia to Suicide. (London: Routledge, 1990) 35.
- Tehelka: http://www.tehelka.com/story_main47.asp?filename=Ne201110Maariyamma.asp Lưu trữ ngày 8 tháng 9 năm 2012 tại Wayback Machine